# Jacques Pellegrin (peintre)
Pour les articles homonymes, voir Jacques Pellegrin et Pellegrin.
Jacques Pellegrin est un peintre français, né le 17 juin 1944 à Aix-en-Provence et mort dans cette même ville le 7 avril 2021.

## Biographie
Peintre de la Nouvelle figuration, Jacques Pellegrin commence à peindre dès l'âge de huit ans. À onze ans, il obtient le premier prix de la ville d'Aix-en-Provence.
Son style s'apparente d'abord au courant classique réaliste puis il découvre l'Impressionnisme, son influence durera jusqu'en 1970.
Après des études de traducteur-interprète à Munich, il obtient une licence d'allemand à Aix-en-Provence. L'enseignement est vite abandonné au profit d'une vie d'artiste libre et pleine d'aléas. Il se consacre totalement à la peinture à partir de 1980 et étudie l'Expressionnisme allemand.
Le peintre est influencé par le Fauvisme et l'Expressionnisme français avec Vincent van Gogh puis André Derain, Albert Marquet, Kees van Dongen, Henri Matisse, mais également par l'école provençale et marseillaise : Auguste Chabaud, Louis-Mathieu Verdilhan, Pierre Ambrogiani.
Sa ligne directrice majeure et fondamentale : peindre et dépeindre son époque, son temps. Il use fréquemment de couleurs vives, chaleureuses et souligne ses figures d'un trait noir et épais. Chaque toile raconte une histoire, une anecdote, un souvenir. En même temps, solidement ancré dans son époque, lorsque Jacques Pellegrin évoque le passé, il n'y met pas de nostalgie mais simplement de l'affection.
Il est désormais reconnu et mentionné au Bénézit 1999 et 2006.

## Principales expositions

### Expositions
- 1967 : Aix-en-Provence, Galerie La Provence Libérée
- 1969 : Aix-en-Provence, Galerie La Provence Libérée
- 1972 : Aix-en-Provence, Galerie des Cardeurs
- 1977 : Marseille, Galerie Le Tigre de Papier
- 1978 : Aix-en-Provence, Galerie Les Amis des Arts
- 1980 : Marseille, Galerie Mary
- 1983 : Aix-en-Provence, Galerie du Belvédère
- 1984 : Toulon, Galerie du Var-Matin
- 1986 : Marseille, Galerie La Poutre
- 1989 : Marseille, Galerie Chaix Bryan
- 1990 : Marseille, Galerie Forum Ars-Galicana
- 1991 : Marseille, Galerie Sylvestre
- 1993 : Ajaccio, Galerie La Marge
- 1993 : Lyon, Galerie Auguste Comte
- 1994 : Marseille, Galerie Montgrand
- 1995 : Ajaccio, Galerie La Marge
- 1995-1998 : Lyon, Galerie des Brotteaux
- 1997 : Aubenas, Château d'Aubenas
- 1998 : Saint-Rémy-de-Provence, Galerie à l'Espace des Arts
- 2000 : Châteauneuf-le-Rouge, Musée Arteum
- 2001 : Londres (Angleterre), Summer's Arts Gallery
- 2001 : Tübingen (Allemagne), Casula Gallery
- 2005-2006 : Aix-en-Provence, Casula Gallery
- 2006 : Bruxelles (Belgique), Lyon, Saint-Rémy-de-Provence, Galerie à l'Espace des Arts
- 2006 : Milan (Italie), Casula Gallery
- 2008 : Dubaï (Émirats arabes unis), Art Phui
- 2009 : Marseille, Galerie Art 152
- 2009 : Bruxelles (Belgique), Galerie à l'Espace des Arts
- 2009-2010 : Dubaï (Émirats arabes unis), The Mojo Gallery
- 2010 : Casablanca (Maroc), Galerie Au 9
- 2010 : Saint-Rémy-de-Provence, Musée Jouenne
- 2011 : Marrakech, Marrakech Art Fair
- 2012 : Saint-Cyr-sur-Mer, Grand Hôtel Les Lecques
- 2012 : Stockholm (Suède) , La Petite Galerie Française
- 2012 : Canton (Chine) , Canton Art Fair
- 2012 : Paris, Salon d'Automne - Grand Palais
- 2012 : Shanghai (Chine), Shanghai Art Fair
- 2013 : Hong Kong (Chine), Asia Contemporary Art Show à l'hôtel Marriott JW
- 2014 : Singapour, Ode to Art Gallery
- 2014 : Bouc-Bel-Air, Château
- 2014 : Aix-en-Provence, Hôtel de Ville
- 2015 : Ajaccio, Galerie l'Académie
- 2016 : Marseille, La Bastide Massimo
- 2017 : Aix-en-Provence, Jacquou le Croquant
- 2017 : Marseille, La Bastide Massimo
- 2017 : Miami (États-Unis), Spectrum Art Fair
- 30 juin au 9 octobre 2022 : "la force de la couleur", musée Edgar Melik à Cabriès (Bouches-du-Rhône,  France)

### Collections publiques
- Depuis 2000 : Musée d'art moderne de Châteauneuf-le-Rouge

## Récompenses
- 1955 : Médaille de la ville d'Aix-en-Provence
- 1989 : Médaille de la ville de Bordeaux

### Souvenirs d'enfance
- Jacques Pellegrin, La Table de l'oncle Léon : récit, Marseille, J. Pellegrin, 2007, 253 p. (ISBN 978-2-9529603-4-2)
- Jacques Pellegrin, La Traction Avant : récit, Marseille, J. Pellegrin, 2011, 255 p. (ISBN 978-2-9529603-1-1)

### Poèmes
- Jacques Pellegrin, La mer qu'on voit danser : recueil, Villelaure, Jacques Pellegrin, 2016, 103 p. (ISBN 978-2-9529603-2-8)